# منجیق تپه
منجیق تپه مربوط به سده‌های اولیه دوران‌های تاریخی پس از اسلام است و در شهرستان خدابنده، بخش مرکزی، روستای سازین واقع شده و این اثر در تاریخ ۲۴ تیر ۱۳۸۲ با شمارهٔ ثبت ۹۲۰۱ به‌عنوان یکی از آثار ملی ایران به ثبت رسیده است.